# Xã Tunbridge, Quận DeWitt, Illinois
Xã Tunbridge (tiếng Anh: Tunbridge Township) là một xã thuộc quận DeWitt, tiểu bang Illinois, Hoa Kỳ. Năm 2010, dân số của xã này là 760 người.